# Louis Daquin
Louis Daquin (n. 30 mai 1908, Calais, Nord-Pas-de-Calais, Franța – d. 2 octombrie 1980, Paris, Île-de-France, Franța) a fost un scenarist, regizor și actor francez. A regizat 14 filme între 1938 și 1963. De asemenea, a apărut ca actor în 11 filme între 1937 și 1979.

## Biografie
Născut în Calais într-o familie de mici negustori, Louis Daquin a obținut o diplomă în drept, apoi o diplomă la HEC Paris. A început să lucreze ca publicist la Fabricile Renault, a scris o primă piesă în 1932; a colaborat în special cu Fedor Ozep, Pierre Chenal, Julien Duvivier, Abel Gance și mai ales cu Jean Grémillon.
A plecat să lucreze în Germania la versiunile franceze ale filmelor germane și a regizat Le Joueur în 1938, în colaborare cu Gerhard Lambrecht.
Louis Daquin a semnat primul său film singur în 1941, Nous les gosses, o operă de evadare poate, mai mult decât de critică socială, unde accentul se pune pe un fel de simbolism poetic. În anul următor, a regizat două filme polițiste, ambele adaptate de Marcel Aymé, Madame et le mort, o comedie ușoară bazată pe un roman de Pierre Véry, și în special Le Voyageur de la Toussaint, după Simenon, remarcat pentru atmosfera sa.
Membru al Partidului Comunist Francez din 1941, Louis Daquin a fost numit în 1944 secretar general al Comité de libération du cinéma, el a fondat Coopérative générale du cinéma français. În ultima jumătate a anilor '40, el a pus bazele unui fel de realism francez cu filmele Les Frères Bouquinquant (1947) și în special Le Point du jour (1948), care, potrivit lui Georges Marchais "este unul dintre primele filme în care clasa muncitoare apare dincolo de mit". Imediat după Le Point du jour filmează în același an un film militant despre greva minerilor, documentarul La Grande Lutte des mineurs, cu comentarii de Roger Vailland.
Ulterior, Louis Daquin va plăti scump pentru angajamentul său politic. Adaptarea lui Bel Ami, realizată în Austria, a fost tăiată în bucăți de cenzori (1954-1957). A plecat să filmeze în România cu Gheorghe Vitanidis Ciulinii Bărăganului (1957), după un roman de Panaït Istrati; în Berlinul de Est, o adaptare a lui Balzac, La Rabouilleuse sau Les Arrivistes. În 1962 a fost doar manager de producție la Arde Parisul? (Paris brûle-t-il ?) regizat de René Clément. A început o a doua carieră, în 1970, ca director de studii al postului IDHEC pe care și-l va asuma până la pensionarea sa în 1977. Se naște un nou Louis Daquin, deschis tuturor sugestiilor, cât se poate de nedogmatice, adorat de studenții săi.

## Filmografie

### Regizor
- 1938 Le Joueur (cu Gerhard Lamprecht⁠(d))
- 1941 Noi puștii (Nous les gosses)[10]
- 1943 Le Voyageur de la Toussaint
- 1943 Doamna și mortul (Madame et le Mort)
- 1946 Oameni pe rug (Patrie)
- 1948 Dreptul la viață (Les Frères Bouquinquant)
- 1949 Zorii zilei (Le Point du jour)
- 1949 Le Parfum de la dame en noir
- 1951 Stăpân după Dumnezeu (Maître après Dieu⁠(d))
- 1955 Bel Ami
- 1958 Ciulinii Bărăganului
- 1959 Pescuitori în apă tulbure (La Rabouilleuse / Les Arrivistes)
- 1963 Bâlciul leneșilor (La Foire aux cancres)
- 1969 Café du square (serial TV, 30 episoade)

### Scenarist
- 1948 Dreptul la viață (Les Frères Bouquinquant)
- 1949 Le Point du jour
- 1951 Bel-Ami
- 1958 Ciulinii Bărăganului - în colaborare cu Antoine Tudal și Alexandru Struțeanu
- 1959 Pescuitori în apă tulbure (La Rabouilleuse sau Les Arrivistes)

### Actor
- 1937 Gueule d'amour, regia Jean Grémillon (nemenționat)
- 1937 L'Homme de nulle part de Pierre Chenal
- 1943 Adieu Léonard de Pierre Prévert (nemenționat)
- 1966 Arde Parisul?, regia René Clément (nemenționat)
- 1969 Café du square de Louis Daquin (serial TV)
- 1971 Léa l'hiver de Marc Monnet
- 1973 L'Agression de Gérard Pirès (cameo)
- 1975 Section spéciale, regia Costa-Gavras
- 1978 En l'autre bord de Jérôme Kanapa : le procureur
- 1978 La Tortue sur le dos de Luc Béraud (voce)
- 1978 Mais ou et donc Ornicar de Bertrand Van Effenterre
- 1979 Le Journal de Philippe Lefebvre